# Cerdistus blascozumetai
Cerdistus blascozumetai is een vliegensoort uit de familie van de roofvliegen (Asilidae). De wetenschappelijke naam van de soort is voor het eerst geldig gepubliceerd in 2001 door Weinberg & Bächli.